# Parque nacional Celaque

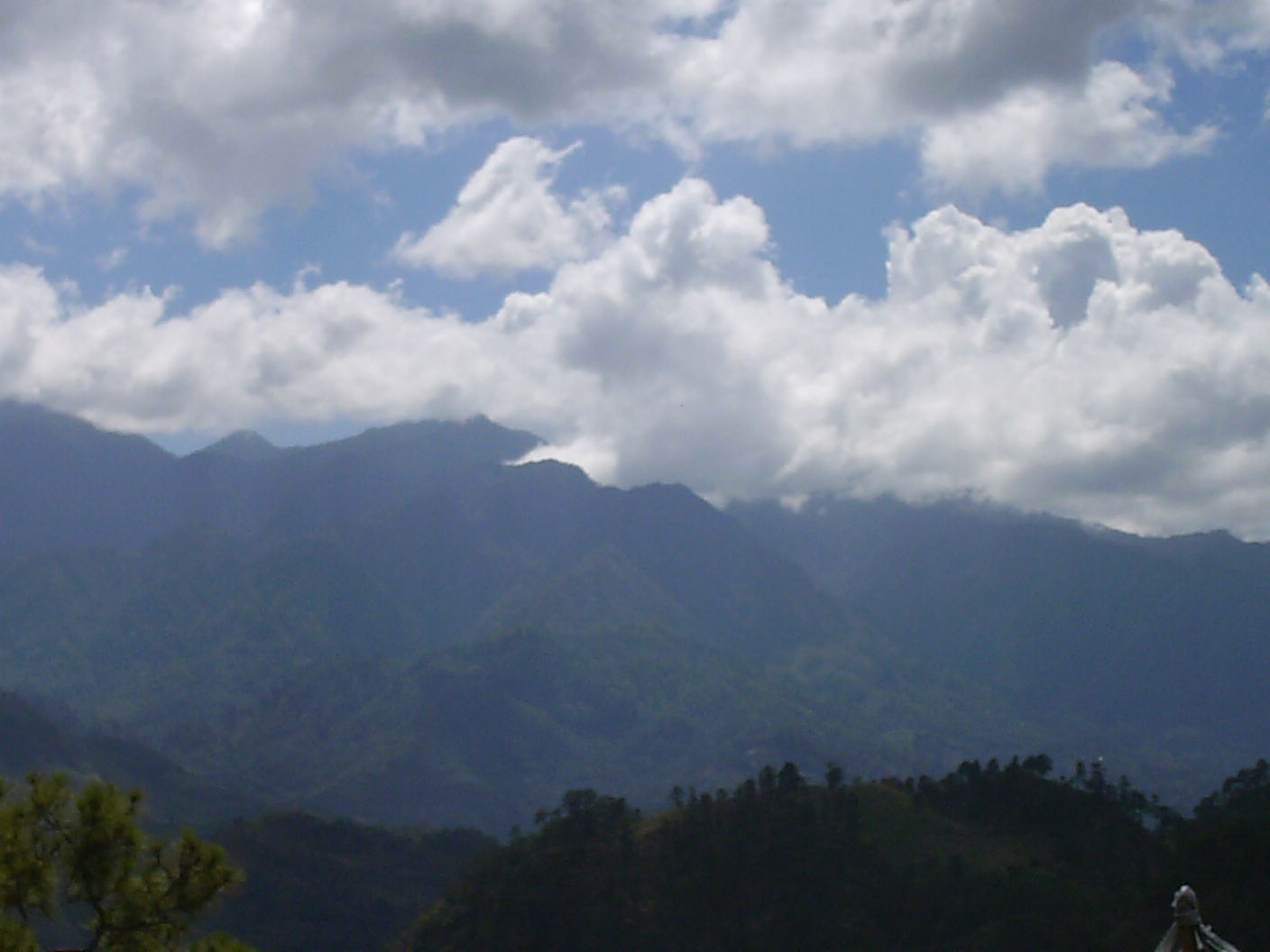
Vista Noreste de la montaña

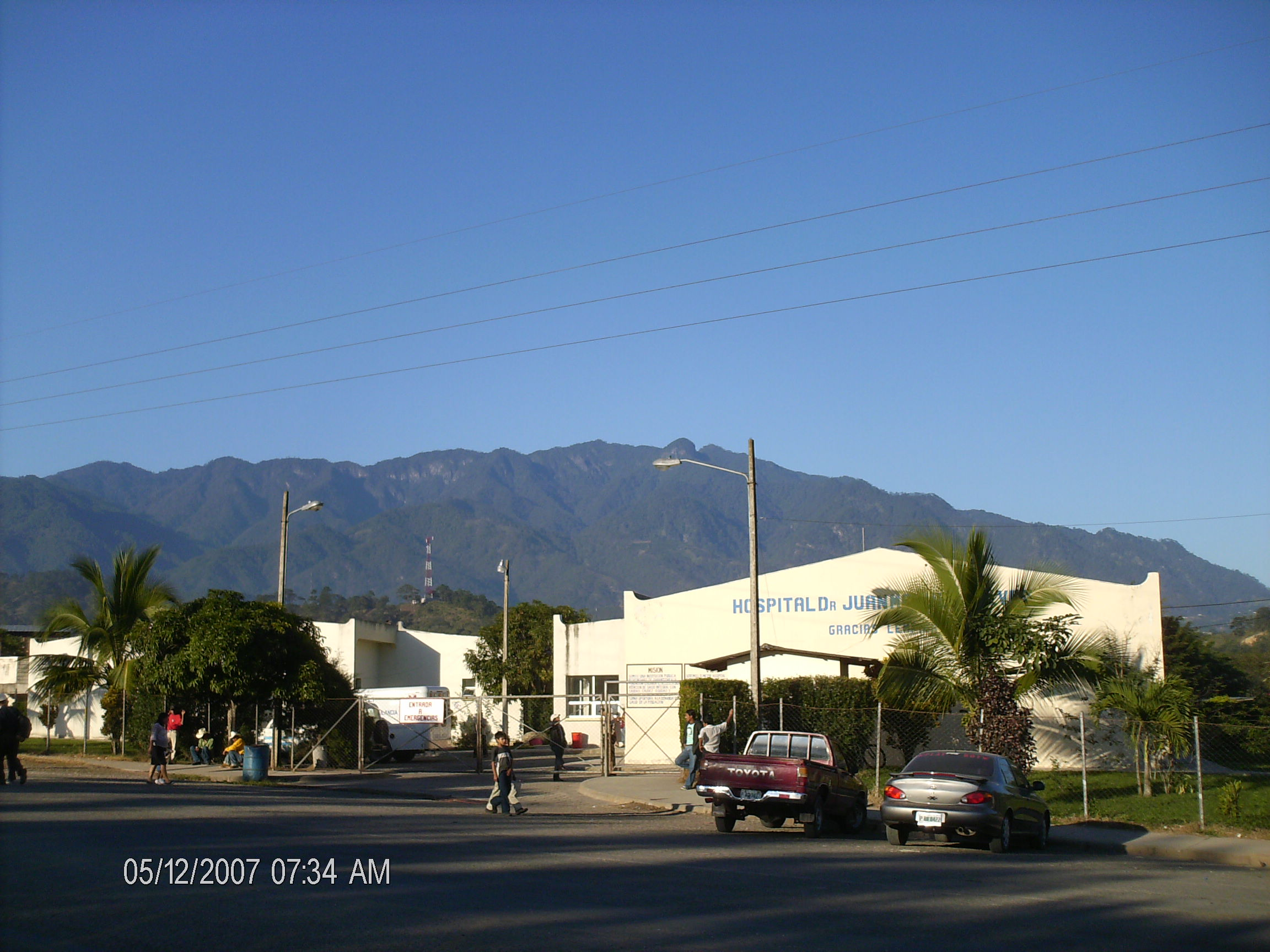
Celaque desde la entrada a Gracias.

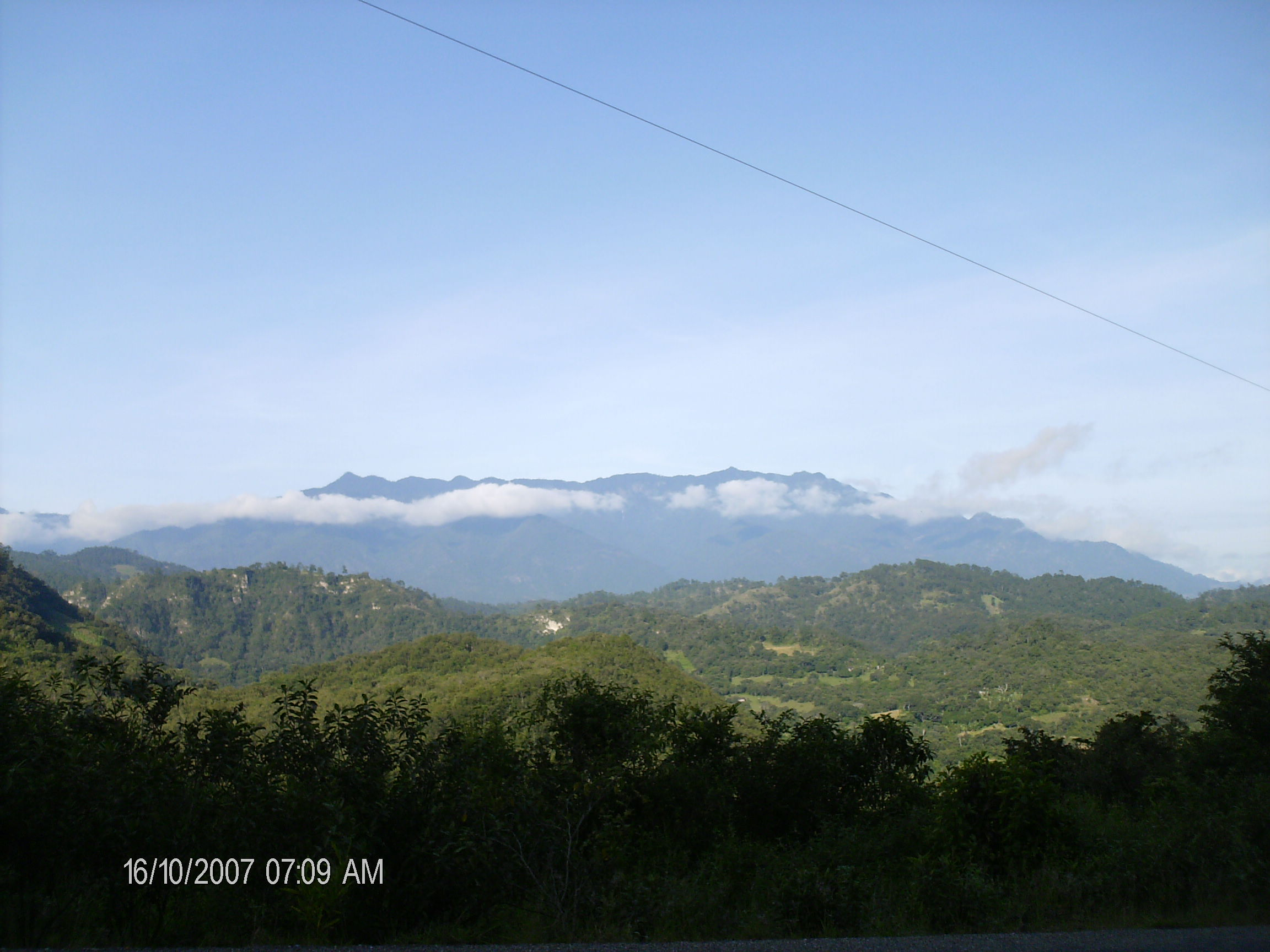
Desde la carretera a San Juan, Intibuca.

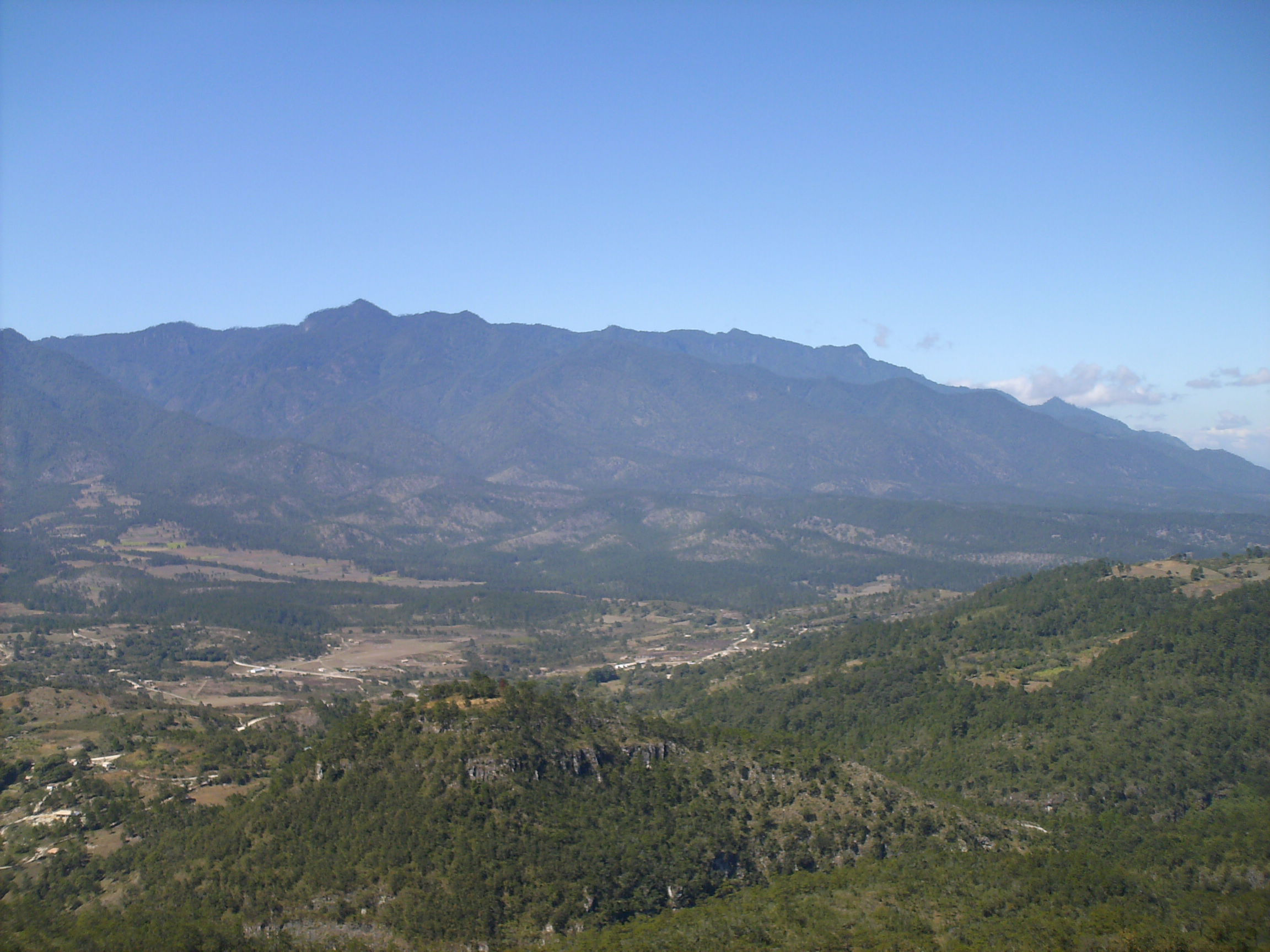
Celaque desde La Campa (Sureste).

El parque nacional Montaña de Celaque (a partir del año 2015 se le llama Biosfera Celaque) es un sitio natural protegido, situado en la República de Honduras, formado por montañas, mesetas, bosque nuboso y en donde se localiza el punto más alto del país Centroamericano. En los últimos años la Unesco a demostrado un gran interés por convertirla en un patrimonio de la humanidad.

## Descripción y ubicación geográfica
Su configuración es la característica básica de un macizo con laderas pronunciadas, casi inaccesibles. Está ubicada entre los departamentos de Copán, Ocotepeque y Lempira, en el occidente de Honduras. Las vías de comunicación terrestres rodean esta impresionante elevación y enlazan las ciudades de Gracias y Santa Rosa de Copán.
El macizo tiene una variada flora y una orografía muy interesante, la cima de su elevación, se asemeja a una corona rodeada de unos siete picos que encierran una enorme planicie, desde la cual fluyen doce ríos, indicadores de la existencia de un gran acuífero en sus entrañas, destacándose El Arcagual, Blanco, Cospa, Aruco, Grande, Mocal, Negro y otros, que se derraman hacia el norte y sur del territorio.

### Descripción del sitio y elevaciones
Localizado cercano a la ciudad de Gracias, departamento de Lempira, con acceso también por la carretera del municipio de Belén Gualcho, en el departamento de Ocotepeque. La extensión en su núcleo es de 236.5 km², es un bosque nublado, aquí se encuentran seis de las siete especies de pino que se conocen en Honduras.
Con altas mesetas con cuatro picos con más de 2,800 metros de altura. El Cerro Las Minas o Pico Celaque se eleva hasta una altitud de 2849 metros sobre el nivel del mar. El área total del Parque es de 26 378 hectáreas, de las cuales 14 521 hectáreas corresponden a la zona núcleo intocable y 11,857 hectáreas de la zona de amortiguamiento.
El término lenca “Celaque” significa “recipiente de agua” y hace referencia, a los 11 ríos que fluyen de dicha montaña.

### Aspecto Legal
El parque nacional Celaque está protegido por el Estado de Honduras bajo el artículo de Ley #87-87 emitido por el Congreso Nacional de Honduras en 1987.

## Comanejo
En el año 2007, los 11 Municipios integrantes del Comité Local de Áreas Protegidas (COLAP) y firmantes del convenio de comanejo, buscando mejorar la coordinación para el desarrollo de acciones en el marco de convenio y legalizar su actuación, decidieron constituirse en la Mancomunidad de Municipios del parque nacional Montaña de Celaque (MAPANCE), iniciando sus trámites para tal acción con apoyo del programa PRORENA y el ICF.
Por lo anteriormente descrito, se crea en 2008 la MAPANCE, integrando 5 Municipios con jurisdicción territorial sobre el área protegida más 6 Municipios que se benefician indirectamente de los bienes y servicios ambientales que se desprenden del Parque. El año 2009, marca la pauta para promover dentro de esta área protegida un mecanismo integrador que ha permitido contar con recursos financieros para atender algunas de las necesidades prioritarias plasmadas en los instrumentos de gestión del PNMC, el Congreso Nacional veta el Decreto Ley 57-2009 que da vida a la Ley PROCELAQUE, permitiendo así que MAPANCE pase a ser Autoridad para la Protección, Manejo y Promoción del PNMC. Ese mismo año el ICF como administrador del Estado del SINAPH, firma en comanejo el Parque a MAPANCE.
En 2012 la MAPANCE gestiona fondos para la elaboración del Plan de Manejo del PNMC para el período 2012-2024 basado en la normativa de 2009; a la fecha se considera la revisión del instrumento de gestión y se adapta a la nueva guía aprobada en 2014, hallazgos y actualidades a partir de procesos desarrollados como la regularización en la zona núcleo (ZN).

## Flora
Su vegetación la constituyen grandes coníferas, arbustos y hierbas, que sirven de hábitat para una gran cantidad de especies. Posee una enorme diversidad vegetal, con una gran cantidad de helechos, musgos, bromelias y orquídeas. Posee 17 especies endémicas de plantas de las cuales 3 son únicas para Celaque, Oreopanax lempiranus (enlace roto disponible en Internet Archive; véase el historial, la primera versión y la última)., Rondeletia evansii y Miconia celaquensis y existen muchas más aún sin describir. Existe mucha variedad de flora en nuestro país

## Fauna
Entre las especies animales que habitan el parque se encuentran el venado cola blanca, el ocelote, chancho de monte, pizote, además de una inmensa variedad de aves: pájaros carpinteros, pericos, tucanes y especies en peligro de extinción como el mítico Quetzal.
Existe una especie de Salamandra Endémica del parque nacional Celaque: Bolitoglossa celaque. Además existen dos especies endémicas de anfibios, Leptodactylus silvanimbus y Crougastor anciano. Dos Especies de musarañas endémicas, Cryptotis hondurensis y Cryptotis celaque y una especie endémica de escarabajo Gema, Chrysina pastori.

## Hongos comestibles
En los alrededores del parque nacional Monta;a de Celaque, existe la costumbre ancestral lenca del consumo de hongos silvestres llamados localmente "choras". Más de 19 especies son consumidas en las distintas regiones del parque, las más apetecidas son las "Juanillas" (Amanita caesarea), "Canturinas"(Cantharellus cibarius) y "Chequecas" (Lactarius indigo).

## Ecoturismo
La experiencia inicia con una caminata que se puede realizar desde la carretera pavimentada, hasta el centro de visitantes. Más de 30 km de senderos existen para las caminatas a cualquier gusto. El Parque cuenta con 5 senderos: La Ventana, Liquidámbar, El Gallo, Mirador de la Cascada y Camino al cielo. Además se cuenta con un centro de visitantes y 3 campamentos para acampar con instalaciones techadas y baño.

## Entradas
Para ingresar al Parque y disfrutar de su belleza se cobra una módica suma que sirve para el mantenimientos de los senderos y obras
Las Entradas son:
Estudiantes : 25 Lempiras,
Nacionales  : 40 Lempiras,
Extranjeros : 120 Lempiras,
Acampar     : 100 Lempiras.

## Historia del parque nacional
La Montaña de Celaque, es un macizo natural pronunciado y con amplitud geográfica montañosa y cerrada, no se sabe con certeza su edad natural orográfica, es mencionado en las exploraciones colonizadoras españolas y además fue y es un hábitat para algunas poblaciones indígenas, aunque en las exploraciones realizadas en el siglo XX se han encontrado variedad de piedras y minerales, además su Flora y Fauna es exquisita en cuanto a la diversidad de especies.
La montaña de Celaque fue elevado a Parque Nacional Celaque por el gobierno de la República de Honduras, declarado mediante artículo Ley n.º 87-87 emitido en 1987, título que le merece y ordena su protección de las autoridades del país para evitar su degradación; que cada día se acelera debido a la gran cantidad de caseríos y aldeas que se han ubicado en sus periferias desde tiempos precolombinos.

### Actualidad
Actualmente lo más impresionante es que los campesinos que habitan en la parte sur y occidental de la montaña, como Monte de la Virgen, Belén Gualcho y algunos caseríos como Malcincales, Chimis, Azaharillo, El Cedro y Río Negro, están destruyendo la zona de amortiguamiento, al cortar los árboles que la componen. Pero es más alarmante en el caserío de Chimis, donde los campesinos han talado los árboles de la zona núcleo y están aproximándose a la cima de la montaña. Tan pobre es la supervisión gubernamental que se han encontrado entre el Petatillo y Chimis, aves de quetzal desplumados, los cuales han sido golpeados con piedras lanzadas con hondas de hule por los niños y jóvenes que ignoran el daño que hacen.
En el sector del Azaharillo, las autoridades locales han autorizado la apertura de carreteras para sacar las producciones de café, a costa de la destrucción de la montaña. Lo mismo ocurre en Belén Gualcho, donde las autoridades, presuntamente por el desarrollo de los pueblos lencas, han autorizado la ampliación de los caminos con el propósito de sacar la madera de los bosques de pino del sector en la zona de amortiguamiento.
Lógicamente para las autoridades locales y nacionales es imposible evitar esta destrucción, porque para darse cuenta del hecho, deben caminar de seis a ocho horas para llegar a las áreas de los desastres. En la actualidad hay algunas instituciones y empresas turísticas que explotan la montaña para ese quehacer y dicen protegerla, pero solamente operan en los lugares donde hay senderos para ese fin, el resto de la montaña no les interesa.[cita requerida]
En la actualidad también existen muchos parques nacionales en Honduras

### Leyendas y sucesos de exploradores
Sobre Celaque se han tejido una gran cantidad de leyendas tales como que si se cortan frutas para sacar de la montaña, quien lo hace no encuentra el camino. O que en la cima existe una laguna donde canta un gallo de oro y que se pueden sacar tamales hirviendo. También, los historiadores sobre estos pueblos narran que el Cacique Lempira se paseaba por los contornos de la montaña en sus justas.
Algunos turistas han perdido la vida al haberse extraviado siendo el más reciente hace 11 años aproximadamente Marcell Van Hoeven de Holanda, quien después de tres meses se dio por perdido, e incluso los familiares viajaron a Celaque para confirmar su ausencia, a la cual su hermano, dejó una placa de recuerdo en el centro de visitantes al pie de la montaña.
La montaña ofrece desde sus alturas y en días despejados, hermosas panorámicas, pudiéndose apreciar desde allí pueblos muy lejanos al igual que las cascadas, como la caída del río Arcagual que puede apreciarse desde la distancia. En el año 2000, el explorador y escritor Germán Alfaro, se inspiró en ella para escribir el libro, "El hombre que amó a la Montaña" y se acreditó, haber descubierto en una de sus 18 expediciones a la montaña, una caída de agua frente a Chimis de más de ochenta metros de altura.

## Vistas del parque nacional Celaque

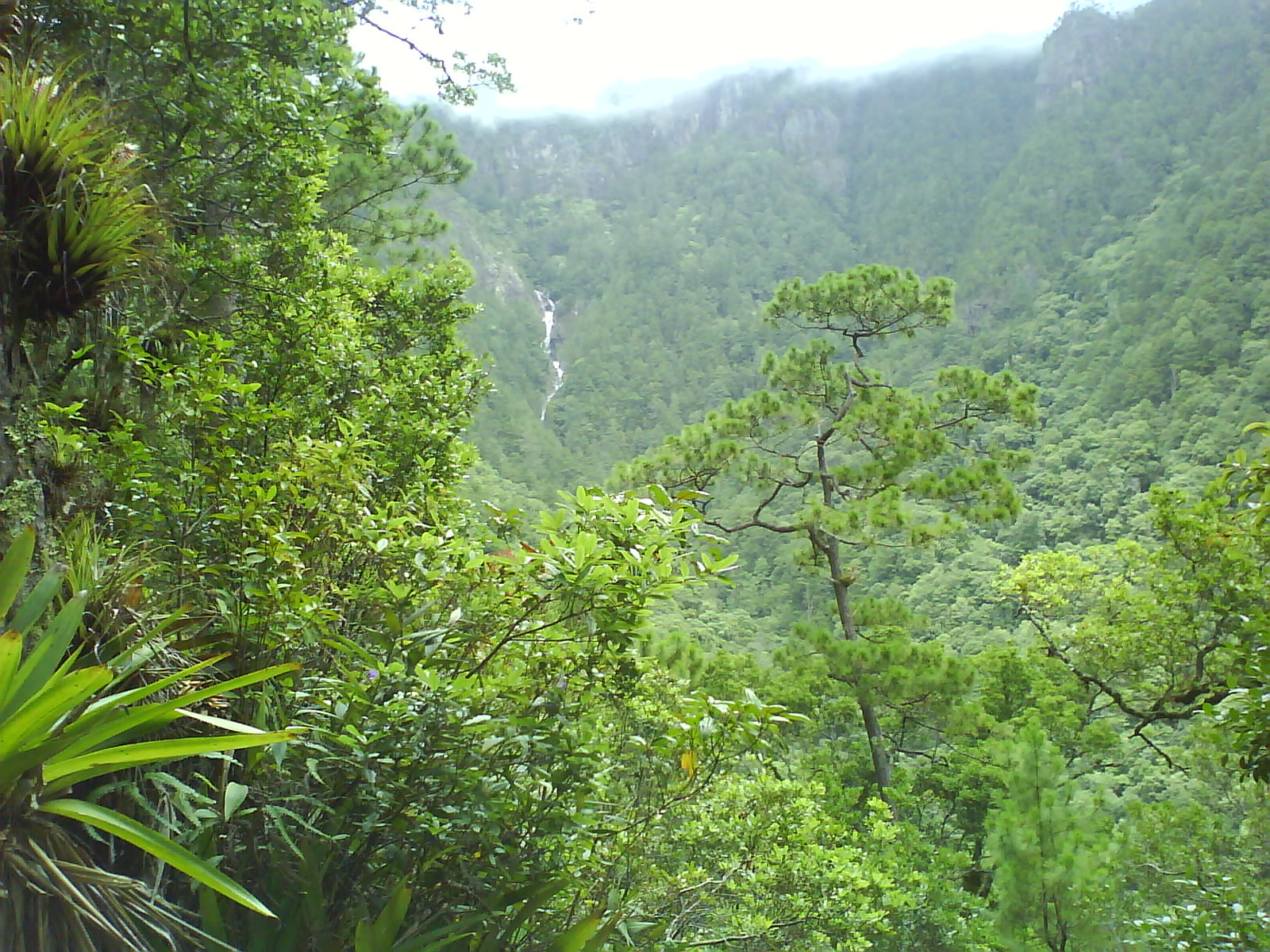
Imagen de la Cascada de San Lucía en la Montaña de Celaque.
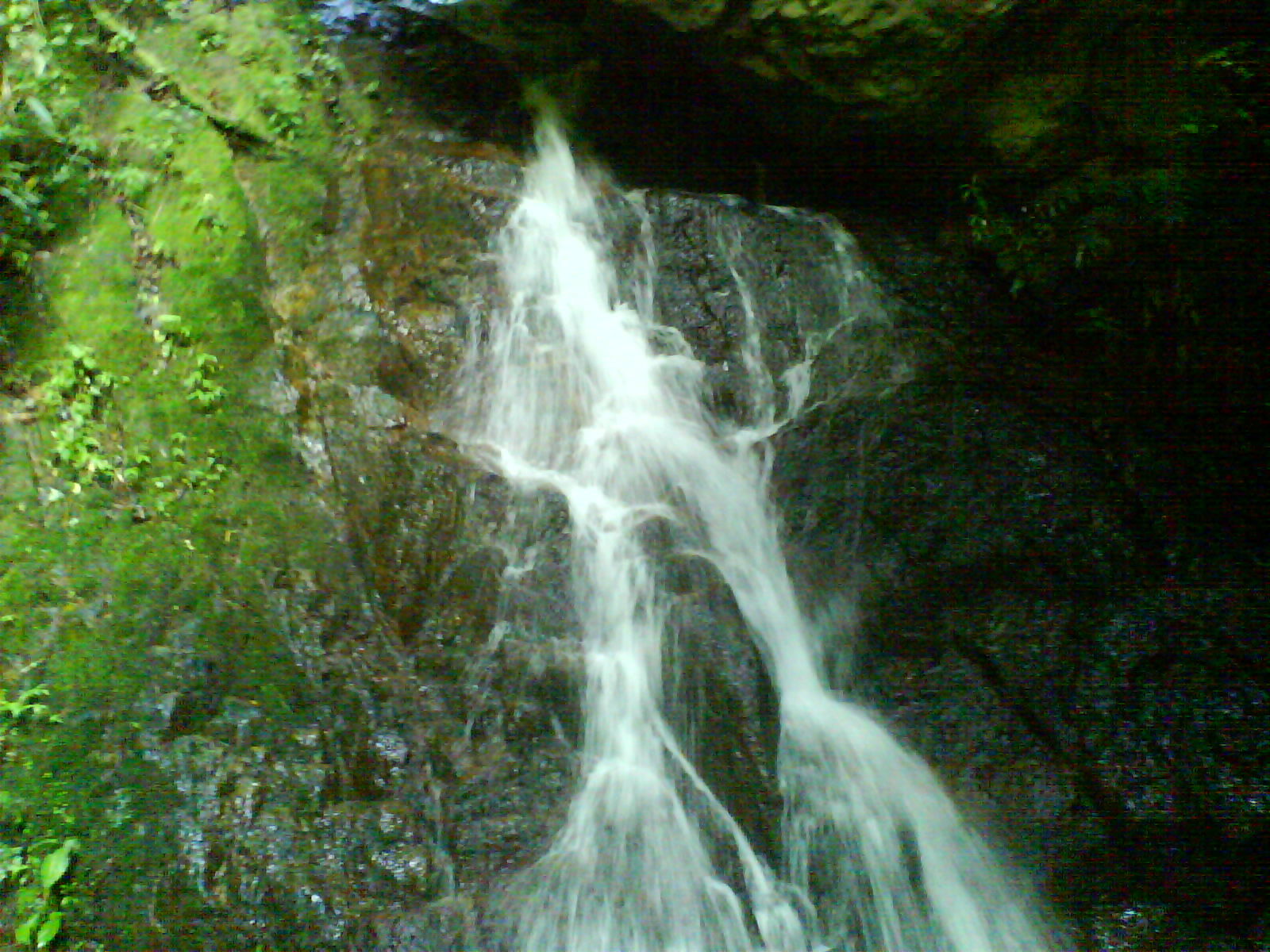
Los Senderos de Celaque (caídas de agua fresca y sobre todo helada).
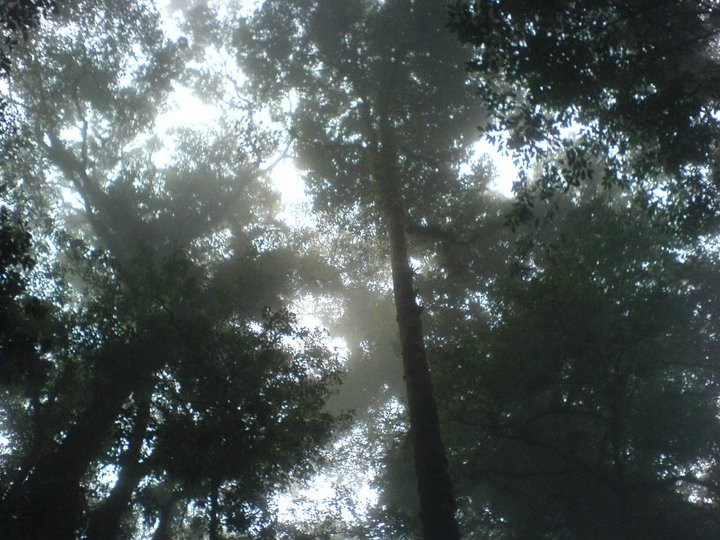
Paisaje de Bosque Nuboso.
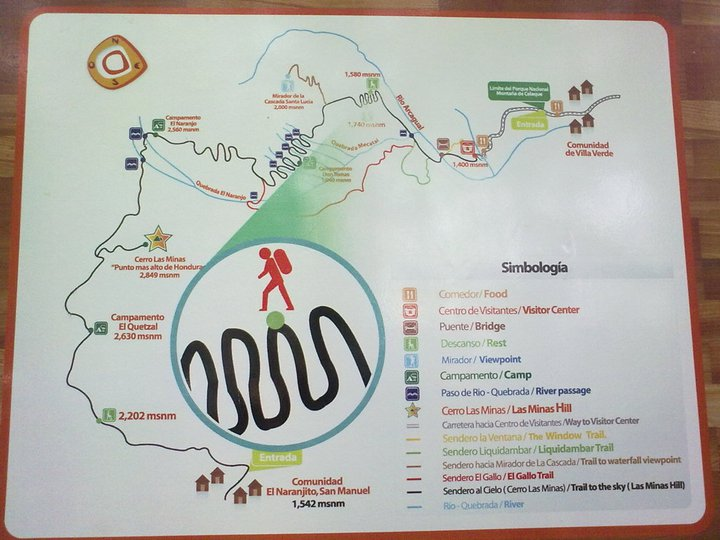
Mapa de orientación del parque, ubicado en la "Campamento Don Tomás".